# Vélodrome de Forest City
 (avril 2025).
Si vous disposez d'ouvrages ou d'articles de référence ou si vous connaissez des sites web de qualité traitant du thème abordé ici, merci de compléter l'article en donnant les références utiles à sa vérifiabilité et en les liant à la section « Notes et références ».
Le vélodrome de Forest City est un vélodrome couvert situé dans la ville de London, dans la province de l'Ontario, au Canada. Il a été dessiné par l'architecte Albert Coulier et la société Apollo Velodrome Systems. « Forest City », soit la « ville des forêts », est l'un des surnoms de la ville de London.
Le bâtiment, construit en 1963 et connu sous le nom de London Gardens, est à l'origine l'aréna (ou patinoire) de l'équipe de hockey sur glace junior des Knights de London. En 1994, le bâtiment est entièrement rénové et rebatisé le London Ice House; il accueille alors concerts et spectacles sportifs. Ce n'est qu'en 2005 que le lieu, alors désaffecté, est reconverti en vélodrome.
Il est le seul vélodrome couvert de la province de l'Ontario, et l'un des quatre vélodromes couverts en Amérique du Nord. Sa piste, d'une longueur de 138 mètres avec une inclinaison de 50 degrés dans les virages, est la piste permanente la plus courte du monde.

## Sources
- (en) Cet article est partiellement ou en totalité issu de l’article de Wikipédia en anglais intitulé « Forest City Velodrome » (voir la liste des auteurs).